# Símbolo da paz

Símbolo da paz nos moldes hippies

Um pombo branco com um ramo de oliveira

Existem muitas variantes do símbolo da paz como por exemplo o pombo, o ramo de oliveira, e o logotipo da Campanha para o desarmamento nuclear, muito lembrado pelos hippies, que são provavelmente os mais famosos.

## Símbolos da paz

### O pombo e o ramo de oliveira
No cristianismo e no judaísmo, um pombo branco é um símbolo da paz. Isso vem do Antigo Testamento: um pombo teria sido solto por Noé depois do dilúvio para que ele encontrasse terra. O pombo então volta carregando um ramo de oliveira em seu bico e Noé constata que o Dilúvio havia baixado e que novamente havia terra para o Homem. (Gênesis 8:11). Isso simbolizava que Deus havia terminado a sua "guerra" contra a humanidade. O aparecimento do arco-íris (Génesis 9:12-17) ao final da história do Dilúvio também representa a paz, por onde Deus direciona o seu "arco" contra si mesmo, um antigo sinal de cessão de hostilidade. O tema também pode representar a "esperança pela paz" e até mesmo a oferta de um homem a outro, como na frase "estenda um ramo de oliveira". Comummente o pombo é representado ainda em voo para lembrar a quem vê o seu papel como mensageiro.

### Símbolo pacifista
A origem do símbolo pacifista terá ocorrida há mais de 50 anos. Foi desenhado para servir de logo para o Comitê de Ação Direta Contra a Guerra Nuclear e para a campanha de Desarmamento Nuclear. Duas organizações inglesas promoveram uma manifestação em Londres encabeçada justamente pelo ícone que, posteriormente, seria conhecido mundialmente.
O símbolo foi desenhado por Gerald Holtom (integrante da inteligência durante a Segunda Guerra Mundial) a partir da linguagem de bandeiras, por tratar-se de um código universal adotado em toda comunicação marítima, o que, portanto, assinava sua legalidade.